# Ороки
О́роки (самоназвание — ульта́, уйльта, на̄́ни) — тунгусо-маньчжурский народ, один из коренных малочисленных народов Севера, Сибири и Дальнего Востока Российской Федерации. В 2002 году численность ороков в России составляла 346 человек, в 2010 году — 295 человек. Этнические названия «орочен», «орочён», «орочоны», «орочи», «орочолы», «ороки» происходят от слова «орон», которым в тунгусо-маньчжурских языках обозначается домашний олень. Оленеводством занимались не только орочоны Верхнего Амура и ороки Сахалина, но и орочи, которые после потери своих оленей поселились на Амуре и на морском берегу, сделались рыболовами и стали вести оседлый образ жизни.
Ороки подразделяются на две исторически сложившиеся группы — доронени («люди, живущие на Севере», северные) и суннени («люди, живущие ближе к солнцу», южные). Уникальной особенностью, выделяющей их среди других народов российского Дальнего Востока, является необычайное (более 20) обилие наименований, применяемых или применявшихся к данному этносу: орок, орокко, ораката, ороцко, орокхо, орохко, орокес, ороксы, орочоны, оронгодохун, орныр, додзин, тазунг, тозунг, уйльта, уилта, ульта, уйрута, ульчар, улка, улька, ольчи, ольча и др. С 1991 года за ороками — наряду с традиционным для российской научной литературы названием «ороки» — официально закреплено и наименование «ульта».

## Численность и расселение
Первые данные о численности ороков относятся к 1897 году: 749 человек. В 1920-е годы они насчитывали 450—460 чел.; а по переписи населения СССР 1989 года их было в РСФСР 179 человек (в том числе 129 чел. на Сахалине), но эти данные исследователи считают не вполне достоверными (лица женского пола и у ороков, и у орочей одинаково записывались в официальных документах как ороченки). По уточнённым данным, в сентябре 1989 года на Сахалине жило 196 ороков.
В России ороки проживают в основном в Сахалинской области (в 2002 году — 298 из 346 чел. в РФ). Бо́льшая часть ороков сосредоточена в городе Поронайск (119 чел.) и селе Вал Ногликского района (105 чел.). Также проживают в пгт Ноглики того же района и в пгт Гастелло и Вахрушев Поронайского района, селе Виахту Александровск-Сахалинского района, посёлке Смирных Смирныховского района, в Охинском районе и в Южно-Сахалинске.
Общее число ороков в РФ согласно переписи 2002 года — 346 человек. Это суммарное количество было получено после обработки переписных листов, зафиксировавших: 37 ороков, 42 ульта, 72 уйльта, 37 орочей с родным языком ульта, 148 орочёнов с родным языком ульта, 10 ульча с родным языком ульта.
Кроме того, ороки проживают на острове Хоккайдо в Японии: община ороков, насчитывавшая около 20 человек, в 1989 году существовала возле города Абасири (в настоящее время численность общины неизвестна).
Интересная коллизия была зафиксирована во время переписи населения на Украине. Согласно обработанным данным, на территории страны проживало 959 ороков, из которых только 12 (то есть чуть более 1 %) назвали орокский язык родным, 179 человек (19 %) родным посчитали украинский, 710 чел. (74 %) — русский. При этом по переписи населения СССР 1989 года в УССР насчитывалось всего 2 орока.

## Антропологическая характеристика
Ороки относятся к байкальскому типу североазиатской малой расы.

## Язык
Язык ороков принадлежит к тунгусо-маньчжурской языковой группе. В 2002 году из сахалинских ороков им владели 64 человека; при этом все ороки владели русским языком. В 2010 году родным языком владели 47 ороков.
Орокский язык — бесписьменный, и в настоящее время ограниченно используется в сфере бытового общения. В 1990-х годах в детском саду села Вал и в начальных классах Валовской средней школы было введено обучение орокскому языку.
Ороки родственны по языку и близки по культуре тунгусо-маньчжурским народам Приамурья — нанайцам, ульчам, орочам, удэгэйцам; в хозяйственном отношении отличаются от них наличием оленеводства.

## Хозяйство и культура
В XIX — начале XX века ороки, занимавшиеся преимущественно оленеводством, кочевали по северному Сахалину; в летнее время они выходили на восточное побережье острова и занимались рыболовством и морской охотой (прежде всего — на нерпу), а зимой вместе с оленями уходили в тайгу, где вели пушной промысел. Олени использовались на мясо и как тягловая сила. Часть ороков в середине XIX века жила и на южном Сахалине; они вместо оленей в качестве упряжных животных использовали собак (в 1897 году на северном Сахалине было учтено 445, на южном — 304 орока). Ороки изготовляли различные орудия из железа, причём не только удовлетворяли собственные потребности, но и сбывали часть изделий нивхам.
Вообще, ороки северного Сахалина имели с нивхами тесные и разнообразные контакты и нередко вступали с ними в брачные отношения; общались они и с жившими в низовьях Амура ульчами, причём нередко приезжали на материк (а ульчи — на Сахалин). Некоторые семьи северных ороков уезжали на материк и селились среди ульчей и нивхов, постепенно ассимилируясь. Контакты южных ороков с айнами в основном ограничивались взаимным обменом (айны снабжали ороков продуктами морского промысла, получая взамен предметы женского рукоделия: берестяную утварь, сапоги-торбаза, орнаментированные рукавицы и др.).
Во время ловли рыбы ороки применяли разнообразные орудия: сети (адули), неводы (кэрэку), удочки (умбу), различные крючки. Зимнюю охоту в тайге они вели верхом на оленях. Применялись также разнообразные ловушки для пушных зверей: самострелы (дэнггурэ), падающие ловушки (нангу), петли (пута). При охоте на оленей или медведей использовались лук, копья или ружья.
В начале XX века семьи северных ороков, как правило, имели в собственности не более 15—20 оленей; только у отдельных (считавшихся очень богатыми) семей численность стада доходила до сотни особей. Больше всего оленей (около 300) имел род Нучи Баяуса; его стадо и послужило основой хозяйства организованного в 1932 году оленеводческого колхоза «Вал», который объединил почти всех ороков северного Сахалина. Колхоз пережил расцвет в 1960—1970-е годы, когда стадо достигло наибольшей численности, но в постсоветский период распался. В начале XXI века ороки вернулись к семейному способу выпаса оленей, но теперь оленеводством занято меньшинство представителей этноса.
Зимним жилищем ороков традиционно служил конический чум (сходный с эвенкийским и сооружавшийся из наклонных плах). Летним жилищем был обычно двускатный шалаш, крытый корой и близкий по типу к жилищу орочей; однако у ороков бытовал также и оригинальный (не встречавшийся у соседних народов) тип шалаша, у которого поперечные стены были не вертикальными, а наклонными (он выглядел двускатным только с двух сторон, а с двух других казался коническим).
Традиционная одежда ороков была сходна с одеждой эвенков. Получили распространение тканевые халаты покроя кимоно, охотники и оленеводы носили куртки и шубы из оленьих шкур, юбки из шкур нерпы. Женщины надевали под халаты нагрудники (ноллу) с украшениями из бус и подвешенных на ремешках металлических бляшек.
Жили ороки семьями, объединявшимися в территориальные группы, каждая из которых включала семьи из различных экзогамных патрилинейных родов, которых насчитывалось более 15. Для ороков была характерна вера в духов природы: воды, огня, земли, неба, тайги; духам приносили бескровные жертвы. Определённое распространение получил и шаманизм.